# Ceruncina lyta
Ceruncina lyta är en fjärilsart som beskrevs av Eugen Wehrli 1941. Ceruncina lyta ingår i släktet Ceruncina och familjen mätare. Inga underarter finns listade i Catalogue of Life.